# 保聖夫人瓜爾佳氏
奉聖夫人（？—1699年），碑文记为瓜爾佳氏。內務府三旗包衣佐領下人。康熙帝之乳母，因襲明朝制度而追封瓜爾佳氏为「保聖夫人」。

## 生平
關於瓜爾佳氏的出身背景，在清朝正史中語焉不詳。僅知瓜爾佳氏是由皇太后博爾濟吉特氏從眾保母中親自揀選出來，以“謹厚”入選，進宮看護襁褓中的玄燁。瓜爾佳氏忠於職守，不分黑夜白天，盡心盡意地把康熙帝照料得無微不至，親如慈母。為了照看好康熙帝，瓜爾佳氏把自己的家都不顧了。
康熙帝大多數時間隨保母避痘在外，不能享受尋常人家的天倫之樂。這段經歷既使他抱憾終生，也是他與保母瓜爾佳氏感情深篤的重要原因。因此，康熙帝為了回報瓜爾佳氏的養育之恩，在生活上處處給她以優厚待遇，使她“以樂餘年”。
康熙三十八年（1699年），瓜爾佳氏得了重病，臥床不起。康熙帝知道這個消息後，立刻派去禦醫為她治病，送去皇宮裡的好藥，並不時派人探問病情。瓜爾佳氏終因年事已高，加之操勞過度，於本年閏七月離開了人世。康熙帝聽到噩耗，悲痛萬分，親自到瓜爾佳氏的靈前祭奠舉哀。不久，康熙帝頒發諭旨，追贈她為保聖夫人，喪事全部由皇家辦理。而且，在皇陵近地、奉聖夫人園墓之旁選擇了一處佳壤作保聖夫人園墓，遣官諭祭四次。
瓜爾佳氏的丈夫圖克善原為散員，因其妻撫育幼帝頗有勞績，因此，“屢加恩眷”，康熙六年賞給拜他喇哈番加一級的世職。這說明奶公的收入水平，大體接近八旗的四品官員，予給他們的待遇是不低的。圖克善去世後十二年，瓜爾佳氏病歿，夫妻合葬在一座地宮內。玄燁再次御賜乳公圖克善碑文，共立於墳前。